# Germignonville
Germignonville era un comune francese di 243 abitanti situato nel dipartimento dell'Eure-et-Loir nella regione del Centro-Valle della Loira. Dal 1° gennaio 2016 è divenuto comune delegato del nuovo comune di Éole-en-Beauce.

## Società

### Evoluzione demografica
Abitanti censiti